# Organisation territoriale de l'Argentine

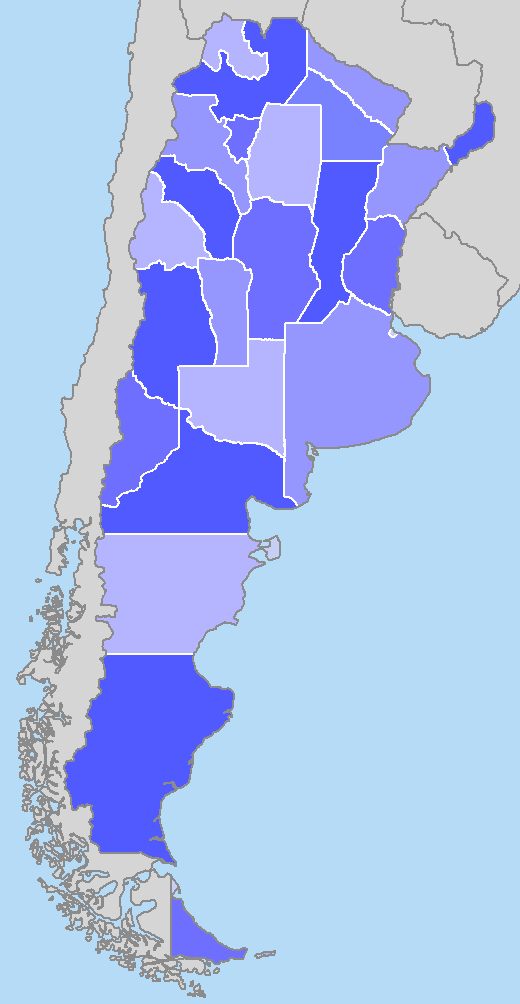
Provinces d'Argentine.

 (février 2023).
Si vous disposez d'ouvrages ou d'articles de référence ou si vous connaissez des sites web de qualité traitant du thème abordé ici, merci de compléter l'article en donnant les références utiles à sa vérifiabilité et en les liant à la section « Notes et références ».
L'organisation territoriale de l'Argentine est la structure institutionnelle et administrative du territoire de la République argentine. Les divisions peuvent avoir une nature politique, administrative et/ou judiciaire.
L'Argentine est une république fédérale organisée en 24 juridictions : 23 provinces et une cité autonome, Buenos Aires, érigée en district fédéral. Chaque province est subdivisée en départements (departamentos), à l'exception de la province de Buenos Aires (différente de la cité autonome), qui est subdivisée en arrondissements (partidos).